# Alina Fernández

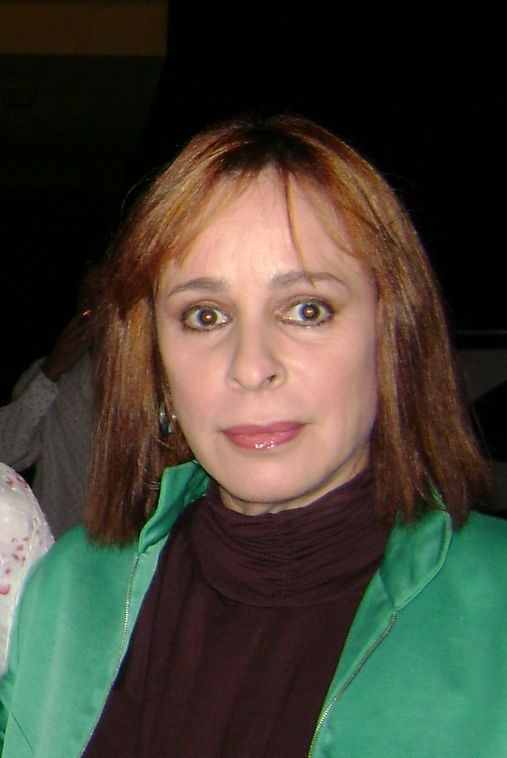
Alina Fernández

Alina Fernández Revuelta (Havana, 3 maart 1956) is een dochter van oud-president Fidel Castro van Cuba, die tot een van zijn tegenstanders uitgroeide.
Als onechte dochter van Castro woonde ze bij haar moeder en werd later een model. In 1993 verliet ze Cuba en vluchtte naar Spanje als toeriste, om vervolgens politiek asiel aan te vragen in de Verenigde Staten.
In 1998 schreef ze het boek Castro's Daughter: An Exile's Memoir of Cuba waarin ze haar vader verweet dat hij als een dictator en niet als volksvertegenwoordiger te werk zou gaan. Ze zou ook in haar jeugd steeds gebukt zijn gegaan onder enorme prestatiedruk.
Haar boek is verfilmd, hoewel men bang was dat de film in Cuba nogal wat verzet zou oproepen. In 1998 verloor ze een rechtszaak die haar tante Juanita Castro tegen haar had aangespannen over vermeende laster in het boek tegen de familie Castro.
Revuelta woont nu in Miami, waar ze een radioprogramma presenteert, Simplemente Alina, op de plaatselijke radiozender WQBA.